# 2007年太平洋颶風季
2007年太平洋颶風季是每年一度全球熱帶氣旋產生週期的一部分。東太平洋颶風季從2007年5月15日開始，至2007年11月30日結束；而中太平洋颶風季從2007年6月1日開始，至2007年11月30日結束。

## 颶風季預測
2007年5月22日，美國國家海洋大氣局（NOAA）為大西洋、東太平洋及中太平洋颶風季發出預報，預計東太平洋的風暴活動會比正常程度為低，會被命名的風暴將有12至16個，當中會有6至9個成為颶風，並會有2至4個成為大型颶風。同時也預計中太平洋的風暴數量也會低於正常水平，會在該區形成或進入該區的熱帶氣旋僅兩至三個。

## 熱帶氣旋
自2007年太平洋颶風季開始以來，本颱風季總共產生了11個熱帶氣旋，當中在東太平洋形成的有11個，中太平洋形成的有0個。

### 熱帶風暴阿爾文（Alvin）
在5月26日，一熱帶低氣壓於科利馬州之西南形成。5月28日，它增強為一熱帶風暴並被命名為Alvin。5月30日，它減弱為一熱帶低氣壓，並在第二天消散。

### 热带风暴芭芭拉
5月29日，一熱帶低氣壓於格雷羅州之西南形成。第二天，它增強為一熱帶風暴並被命名為Barbara。5月31日，它減弱為一熱帶低氣壓。第二天，它重新增強為一熱帶風暴。6月2日，它在危地馬拉與墨西哥的邊界附近登陸，減弱為一熱帶低氣壓並消散。

### 飓风科斯梅
7月14日，一熱帶低氣壓於墨西哥與夏威夷之間的海域形成。第二天，它增強為一熱帶風暴並被命名為Cosme。7月16日，它增強為一颶風。第二天，它減弱為一熱帶風暴。7月18日，它減弱為一熱帶低氣壓並進入中太平洋範圍。它在7月22日消散。

### 热带风暴达利拉
7月21日，一熱帶低氣壓於科利馬州之南形成。第二天，它增強為一熱帶風暴並被命名為Dalila。7月27日，它減弱為一熱帶低氣壓並消散。

### 熱帶風暴埃里克（Erick）
在7月31日，一熱帶低氣壓在下加利福尼亞州之西南形成。同日，它增強為一熱帶風暴並被命名為Erick。8月2日，它減弱為一熱帶低氣壓並消散。

### 飓风弗洛西
在8月8日，一熱帶低氣壓於下加利福尼亞州之西南形成。同日，它增強為一熱帶風暴並被命名為Flossie。8月10日，它增強為一颶風。第二天，它增強為一大型颶風。同日，它進入中太平洋範圍。8月14日，它減弱為一颶風，在夏威夷南部海域掠過。同日，它減弱為一熱帶風暴。第二天，它減弱為一熱帶低氣壓，並在8月16日消散。

### 熱帶風暴吉爾（Gil）
在8月29日，一熱帶低氣壓在科利馬州之西形成。同日，它增強為一熱帶風暴並被命名為Gil。8月31日，它減弱為一熱帶低氣壓，並在9月2日消散。

### 飓风亨丽埃特
在8月30日，一熱帶低氣壓在阿卡普爾科之東南形成。第二天，它增強為一熱帶風暴並被命名為Henriette。9月4日，它增強為一颶風。同日，它在Cabo San Lucas登陸。第二天，它在Guaymas登陸。同日，它減弱為一熱帶風暴。9月6日，它減弱為一熱帶低氣壓。同日，國家颶風中心為它發出最後報告。同日，HPC為它發出最後報告。

### 颶風伊沃（Ivo）
在9月18日，一熱帶低氣壓在下加利福尼亞州之東南形成。同日，它增強為一熱帶風暴並被命名為Ivo。第二天，它增強為一颶風。9月21日，它減弱為一熱帶風暴。9月23日，它減弱為一熱帶低氣壓。同日，國家颶風中心為它發出最後報告。

### 熱帶風暴朱麗葉（Juliette）
在9月29日，一熱帶低氣壓在科利馬州之西南形成。同日，它增強為一熱帶風暴並被命名為Juliette。10月1日，它減弱為一熱帶低氣壓。同時國家颶風中心為它發出最後報告。

### 熱帶風暴基科（Kiko）
10月14日，一熱帶低氣壓在科利馬州之西南形成。10月16日，它增強為一熱帶風暴並被命名為基科。同日，它減弱為一熱帶低氣壓。第二天，它重新增強為一熱帶風暴。10月22日，它減弱為一熱帶低氣壓。第二天，國家颶風中心為它發出最後報告。

## 其他熱帶氣旋
除了被國家颶風中心和中太平洋颶風中心命名的熱帶氣旋外，還有一些沒被命名的熱帶低氣壓。以下列出那些熱帶氣旋的資料。

### 熱帶性低氣壓03E
在6月11日，一熱帶低氣壓於科利馬州之西南形成。它沒有增強為一熱帶風暴，便於6月13日消散了。

### 熱帶性低氣壓04E
在7月9日，一熱帶低氣壓於下加利福尼亞州之西南形成。它沒有增強為一熱帶風暴，便於7月11日消散了。

### 熱帶低氣壓05E
在7月14日，一熱帶低氣壓於科利馬州之西南形成。它沒有增強為一熱帶風暴，便於第二天消散了。

### 熱帶低氣壓13E
在9月19日，一熱帶低氣壓在下加利福尼亞州之西南形成。它沒有增強為一熱帶風暴，便於第二天消散了。

## 風暴命名
2007年於太平洋東北部形成的風暴將使用以下名稱，其清單與2001年颶風季大致一樣，不過 Alvin 取代了2001年使用的 Adolph。另在中太平洋形成的風暴會使用另一組名稱。

### 東太平洋
| - Alvin 01E - Barbara 02E - Cosme 06E - Dalila 07E - Erick 08E - Flossie 09E - Gil 10E - Henriette 11E | - Ivo 12E - Juliette 14E - Kiko 15E - Lorena（未用） - Manuel（未用） - Narda（未用） - Octave（未用） - Priscilla（未用） | - Raymond（未用） - Sonia（未用） - Tico（未用） - Velma（未用） - Wallis（未用） - Xina（未用） - York（未用） - Zelda（未用） |

### 中太平洋
中太平洋颶風的名字共有四組，與其他命名系統不同的是，由於該區風暴數量稀少，這些清單並非每年度作替換，而是當一組名稱用罊，才使用另一組名稱。現時使用中的名稱如下：
| - Alika（2002年） - Ele（2002年） - Huko（2002年） - Ioke（2006年） - Kika（未用） - Lana（未用） | - Maka（未用） - Neki（未用） - Omeka（未用） - Pewa（未用） - Unala（未用） - Wali（未用） |

如有風暴名字退出，它們將會於2008年春季由世界氣象組織宣佈。

## 颶風季影響
以下表格中列出了2007年太平洋颶風季形成的所有風暴，其中包括其存在周期、名稱、影響區域、損失數額和死亡人數。所有損失和死亡人數包括風暴處於溫帶氣旋、低氣壓或是東風波時期，損失數額單位為2007年美元。
| 萨菲尔-辛普森飓风风力等级 |    |    |    |    |    |    |
| TD                        | TS | C1 | C2 | C3 | C4 | C5 |

| 阿爾文   | 5月26至31日       | 热带风暴   | 40（65）   | 1003 | 無                                                                   | 無   | 無 |  |
| 芭芭拉   | 5月29日至6月2日   | 热带风暴   | 50（85）   | 1000 | 墨西哥西南部                                                         | 無   | 無 |  |
| 三E      | 6月11至13日       | 热带低气压 | 35（55）   | 1004 | 無                                                                   | 無   | 無 |  |
| 四E      | 7月9至11日        | 热带低气压 | 35（55）   | 1006 | 無                                                                   | 無   | 無 |  |
| 五E      | 7月14至15日       | 热带低气压 | 35（55）   | 1006 | 無                                                                   | 無   | 無 |  |
| 科斯梅   | 7月14至22日       | 一级飓风   | 75（120）  | 987  | 夏威夷州                                                             | 很小 | 無 |  |
| 達利拉   | 7月21至27日       | 热带风暴   | 60（95）   | 995  | 下加利福尼亞半島、墨西哥西部（哈利斯科州）                           | 很小 | 無 |  |
| 埃里克   | 7月31日至8月2日   | 热带风暴   | 40（65）   | 1004 | 無                                                                   | 無   | 無 |  |
| 弗洛西   | 8月8至16日        | 四级飓风   | 140（220） | 949  | 夏威夷州                                                             | 很小 | 無 |  |
| 吉爾     | 8月29日至9月2日   | 热带风暴   | 45（75）   | 1001 | 墨西哥西部                                                           | 很小 | 1  |  |
| 亨麗埃特 | 8月30日至9月6日   | 一级飓风   | 85（140）  | 972  | 墨西哥西南部、墨西哥西部、下加利福尼亞半島、墨西哥西北部（索諾拉州） | 25   | 11 |  |
| 伊沃     | 9月19至23日       | 一级飓风   | 80（130）  | 984  | 下加利福尼亞半島                                                     | 無   | 無 |  |
| 十三E    | 9月19至20日       | 热带低气压 | 35（55）   | 1007 | 無                                                                   | 無   | 無 |  |
| 朱麗葉   | 9月29日至10月1日  | 热带风暴   | 60（95）   | 997  | 無                                                                   | 無   | 無 |  |
| 基科     | 10月14至23日      | 热带风暴   | 70（110）  | 991  | 墨西哥西部                                                           | 無   | 15 |  |
| 季节总结 |                   |            |            |      |                                                                      |      |    |  |
| 15个气旋 | 5月26日至10月23日 |            | 140（220） | 949  |                                                                      | 80   | 42 |  |

## 內部連結
- 2007年太平洋颱風季
- 2007年北印度洋氣旋季
- 2007年大西洋颶風季
- 2006－2007年南半球熱帶氣旋季
- 2007－2008年西南印度洋熱帶氣旋季
- 2007－2008年澳洲地區熱帶氣旋季
- 2007－2008年南太平洋熱帶氣旋季

| A | B | 03E | 04E | 05E | C | D | E |
|   |   |     |     |     |   |   |   |
| F | G | H   | I   | 13E | J | K |   |

| 萨菲尔-辛普森飓风风力等级 |    |    |    |    |    |    |
| TD                        | TS | C1 | C2 | C3 | C4 | C5 |